# Clan Vesuvio
Il Clan Vesuvio è stato un collettivo tra i pionieri dell'hip hop napoletano, fondato da Lucariello e dal beatmaker Peppe 'O Red nel 1996.

## Storia

### Le origini e “Spaccanapoli”
Il nome "Clan Vesuvio" è stato inventato da Andrea Lucisano, in arte Scacco Matto, che per divergenze di opinione è tuttavia uscito subito dal gruppo, firmando una collaborazione nel brano "La filigrana" del collettivo Clan Vesuvio All Stars. Altri membri del gruppo erano Dj Giudi, Dj Carmela, Squalo, Svez e Ginetto Wiz.
Nel 1997 venne pubblicato il disco Spaccanapoli, prodotto da Roy Pompeiano per la S. Gennaro Funk Production, che in pochi mesi vendette quasi 3000 copie. L'album, registrato negli studi Hullabaloo a Napoli, è cantato quasi interamente in italiano, fu il primo disco prodotto da un gruppo rap napoletano. Nel disco fecero la loro prima apparizione i Co'Sang, con la traccia Paura che Passa firmata da Tony Molla (Ntò), Luca Malphi (Luchè), Denè e Daiana.
Il successo del disco portò il Clan a girare per molti centri sociali e numerose piazze italiane.

### Le carriere individuali
Per divergenze artistiche nel 1999 alcuni membri lasciarono il collettivo, e rimasero Peppe 'O Red, Lucariello e i Co'Sang.
Lucariello, i Co'Sang, Svez e Dj Carmela hanno intrapreso carriere professionali soliste pluridecennali, nella musica e nelle diverse competenze creative e tecniche, mentre Speaker Cenzou ha proseguito la propria.

### Celebrazioni e tributi
Per celebrare il ventesimo anno dall'uscita del disco è stata distribuita nei negozi digitali una versione rimasterizzata.
Il collettivo è stato citato come fonte d'ispirazione ed esempio da altri rapper, come Fabio Farti e Clementino.

## Formazione
- Cenzou
- Daiana
- Denè
- Dj Carmela
- Dj Giudi
- Ginetto Wiz
- Luca Malphi
- Lucariello
- Peppe 'O Red
- Popo
- Squalo
- Svez
- Tony Molla

## Discografia

### Album in studio
- 1997 – Spaccanapoli

### Partecipazioni

#### Raccolte
- 1999 – AA. VV. Suoni Dalla Strada Vol. 1 (come Clan Vesuvio All Stars, con il brano La Filigrana)